# Tokio (Washington)
Tokio az Amerikai Egyesült Államok északnyugati részén, Washington állam Adams megyéjében elhelyezkedő önkormányzat nélküli település. 1998-ban 1775 lakosa volt.
Az 1998. július 31-ei tűzben 8100 hektárnyi termőföld megsemmisült, egy gazda pedig elhunyt. A farmer terményeit a lakosok közösségi esemény keretében aratták le.
A közeli autópálya-csomópontnál elhelyezkedő tengelysúlymérő állomás egy spokane-i együttes névadója. A mérőállomáson forgatták a 2004-es The Promise című filmet.

## Fordítás
- Ez a szócikk részben vagy egészben  a   Tokio, Washington című angol Wikipédia-szócikk ezen változatának fordításán alapul.  Az eredeti cikk szerkesztőit annak laptörténete sorolja fel. Ez a jelzés csupán a megfogalmazás eredetét és a szerzői jogokat jelzi, nem szolgál a cikkben szereplő információk forrásmegjelöléseként.